# John J. Kavelaars
John J. Kavelaars (...), kanadski astronom.
John J. Kavelaars kanadski astronom sa zvjezdarnice Dominion Astrophysical Observatory (Victoria, British Columbia, Kanada)
Kavelaars je najpoznatiji po svojit otkrićima i ko-otkrićima nekoliko desetaka satelita planeta Sunčevog sustava te stotinjak asteroida.
Po Kavelaarsu je 1. lipnja 2007. jedan asteroid nazvan 154660 Kavelaars.

## Vanjske poveznice
- Kratka autobiografija JJ Kavelaarsa, pisana 2003.